# Round the Bays
Round the Bays, anses for at være verdens største motionsløb med hensyn til antallet af deltagere.
Løbet er blevet afholdt hvert år siden 1972 i Auckland, New Zealand, og er vokset fra 1.200 deltagere i det første løb til et samlet deltagerantal på ca. 70.000 deltagere.
Løbet er 8,4 km langt, ruten er flad og følger kajerne i Waitemata havn, med start på Quay St og mål på havnefronten i St. Heliers .